# San José de Ceballos
San José de Ceballos, es una localidad del estado de Yucatán, México, perteneciente al municipio de Ixil.

## Toponimia
El nombre (San José de Ceballos) hace referencia a José de Nazaret y Ceballos es una apellido español.

## Hechos históricos
- En 1940 la localidad cambia su nombre de San José Chakán al que actualmente tiene.

## Demografía
Según el censo de 1990 realizado por el INEGI, la población de la localidad era de 39 habitantes, de los cuales 20 eran hombres y 18 eran mujeres.
| 93                          | 90 | 113 | 118 | 67 | 44 | 38 |
| (Fuente: INEGI [Consultar]) |    |     |     |    |    |    |